# اریک تمز
ااریک Allyn تیمز (تلفظ 2017) (متولد نوامبر 10, 1986) یک بازیکن حرفه‌ای بیس بال است.
تیمز بازی بیس بال را برای اولین بار در کالج MLB در سال ۲۰۱۱ میلادی آغاز کرده‌است و هم‌اکنون در تیم بیس بال KBO باز می‌کند.